# Ada de Warenne
Ada de Warenne (auch Adeline de Varenne; * um 1120; † 1178) war eine schottische Adlige, die anglonormannische Ehefrau von Heinrich von Schottland, Earl of Northumbria und Earl of Huntingdon. Sie war die Tochter von William de Warenne, 2. Earl of Surrey und Elisabeth von Vermandois, sowie Urenkelin von König Heinrich I. von Frankreich. Unter ihren Kindern waren zwei Könige von Schottland, Malcolm IV. und Wilhelm I.

## Leben
Ada and Heinrich wurden 1139 in England getraut. Teil ihrer Ausstattung wurden unter anderem die Privilegien von Haddington in East Lothian. Zuvor war Haddington Sitz eines Thegn, dann die erste Royal Burgh in Schottland, eingerichtet von Adas Schwiegervater, König David I., zu der auch die Kirche und eine Mühle gehörten.
Heinrich von Schottland und König David starben kurz hintereinander, 1152 bzw. 1153. Nach dem Tod Heinrichs, der in Kelso Abbey bestattet wurde, ernannte David seinen Enkel zu seinem Nachfolger und erklärte am 27. Mai 1153 in Scone den 12-Jährigen zum König Malcolm IV. Nach seiner Krönung setzte Malcolm seinen Bruder Wilhelm als Earl of Northumbria ein (obwohl diese Grafschaft für König Heinrich II. von England von Malcolm im Jahre 1157 „wieder hergestellt“ wurde) Ada de Warenne zog sich nach Haddington zurück.
Am 9. Dezember 1165 starb König Malcolm im Alter von 24 Jahren ohne Nachkommen. Seine Mutter hatte versucht, die Ehe zwischen ihm und Constance, der Tochter von Herzog Conan III. von Bretagne zu arrangieren, doch Malcolms Tod beendete diese Pläne. Neuer König von Schottland wurde Adas jüngerer Sohn Wilhelm im Alter von 20 Jahren – er sollte der am längsten herrschende König des Landes bis zur „Union of the Crowns“ 1603 werden.
Adas Residenz in Haddington stand in der Nähe der heutigen County-Gebäude und dem Gerichtsgebäude. Sie starb hier 1178 und wurde vermutlich vor Ort bestattet. Ihr Besitz fiel an den König zurück.

## Nachkommen
Ada de Warenne hatte sechs Kinder:
- Malcolm IV., König der Schotten
- Wilhelm I., König der Schotten
- Margaret von Huntingdon, * 1144/45; † 1201; ⚭ (1) Conan IV., Herzog von Bretagne, Earl of Richmond; † 1171 (Haus Rennes); ⚭ (2) 1171 Humphrey III. de Bohun; † 1181 (Haus Bohun);[7] ⚭ (3) Pedro Manrique de Lara, Vizegraf von Narbonne; † 1202 (Haus Manrique de Lara), oder William FitzPatrick, alias de Hertburn, alias de Washington, of Greenlaw, Westmorland; † nach 1184[8]
- David von Schottland, Earl of Huntingdon; ⚭ Matilda von Chester, Countess of Huntingdon
- Ada von Huntingdon, * 1146/48; † 11. Januar nach 1205; ⚭ 1162 Florens III., Graf von Holland (Gerulfinger)
- Matilda (oder Maud); † 1152, ledig

Ada de Warenne wird durch Roberts eine vierte Tochter zugeschrieben, Marjorie, Ehefrau von Gille Críst, 3. Earl of Angus; in der weiteren Literatur wird diese Tochter nicht erwähnt bzw. die Ehefrau Gille Crísts als nicht bekannt bezeichnet.